# Флаг «Хезболлы»
Флаг движения «Хезболла» представляет собой зелёную эмблему организации на жёлтом фоне.
Эмблема — стилизованная надпись حزب الله (Хезболла) — «Партия Бога». Буква Алиф в слове «Аллах» «держит» автомат Калашникова. Кроме того, в эмблеме присутствуют глобус, книга и меч. Очевидно, общий дизайн эмблемы заимствован от иранского Корпуса Стражей Исламской революции.
Текст над эмблемой, فإن حزب الله هم الغالبون (Фа’инна хизбу 'ллах хум эль-галибун) — цитата из Корана (5:56) «Ведь партия Аллаха — они победят». Под эмблемой — слова المقاومة الإسلامية في لبنان (аль-муккавама аль-исламийя фи лубнан) — «Ливанское исламское сопротивление».
Флаг был придуман Абдулом ар-Рахман Мазлумом и Али Салихом, художником из деревни Бриталь.